# Темп (футбольный клуб, Киев)
«Темп» — расформированный футбольный клуб из Киева. В период с 1925 по 1964 года представлял киевский «Завод Арсенал» в любительских футбольных турнирах. Несколько сезонов провёл в советском Классе «Б». Выступал в Кубке СССР. Расформирован в 1964 году.

## История названий
- 1925—1951 —  «Арсенал»
- 1951—1959 —  «Машиностроитель»
- 1959—1964 —  «Арсенал»
- с 1964 —  «Темп»

* Свою причастность к советской истории клуба декларирует также футбольный клуб «Арсенал-Киев».

## История
14 июля 1925 года состоялось открытие спортплощадки с футбольным полем, оборудованной силами рабочих завода «Арсенал». После официальной части прошёл первый в истории «Арсенала» футбольный матч, на котором присутствовало порядка 1500 человек.
В 1936 году в СССР состоялся первый в истории розыгрыш Кубка. Киевский «Арсенал» был участником этих состязаний. Первый поход за кубком для заводчан завершился в первом раунде (1/64 финала). Киевляне были остановлены командой «Красное знамя» (Егорьевск) — 0:3 — результат переигровки (основной матч был завершился ничьей 3:3).
В 50-х годах XX столетия в чемпионате и Кубке Украины «Арсенал» в 1954 и 1958 годах становился чемпионом УССР. В 1954 и 1955 годах футболисты становились обладателями Кубка Украины. Этот успех позволил «Арсеналу» дважды подряд выступить в розыгрыше Кубка СССР.
В 1959 году, в связи с расширением «Класса Б» чемпионата СССР, «Арсенал» получает место в первенстве. К дебюту в турнире «пушкари» подошли серьёзно. Команду усилили Виктор Фомин, Пётр Заяц и Виталий Соболев из киевского «Динамо», Владимир Богданович из одесского «Черноморца» и Анатолий Матюхин из киевского СКА.
В дебютном для себя сезоне чемпионата СССР, «Арсенал» смог взобраться на пятое место 2 зоны класса «Б». В следующем сезоне «канониры» ещё выше — третье место в зоне. В розыгрыше кубка СССР «Арсенал» стал победителем зонального турнира, а в основном турнире взобрался в 1/16 финала. Этот сезон 1960 года стал самым успешным в истории команды в первенства СССР. Среди всех украинских команд чемпионата СССР «Арсенал» поделил с луганским «Трудовые Резервы» восьмое—девятое места.
В ходе сезона 1964 года «Арсенал» был переименован в ФК «Темп» Киев. По завершении сезона руководство Украины приняло решение все силы, финансы и талантливых игроков направить на развитие киевского «Динамо». Финансирование футбольного клуба «Арсенал» было признано нерациональным и в итоге прекращено. По окончании сезона клуб был расформирован. Любительский клуб городского предприятия «Завод Арсенал» продолжил выступления в чемпионатах Киева.

### Результаты выступлений в чемпионатах СССР
| Сезон | Лига (название)                             | Название клуба    | Место    | И  | В  | Н  | П  | З  | П  | О  | Кубок СССР                              | Примечания                                                          |
| ----- | ------------------------------------------- | ----------------- | -------- | -- | -- | -- | -- | -- | -- | -- | --------------------------------------- | ------------------------------------------------------------------- |
| 1936  | только Кубок                                | «Арсенал»         |          |    |    |    |    |    |    |    | 1/64 финала                             |                                                                     |
| …     |                                             |                   |          |    |    |    |    |    |    |    |                                         |                                                                     |
| 1954  | только Кубок                                | «Машиностроитель» |          |    |    |    |    |    |    |    | 1/32 финала                             |                                                                     |
| 1955  | только Кубок                                | «Машиностроитель» |          |    |    |    |    |    |    |    | Зональный турнир 2 зона УССР 1/8 финала |                                                                     |
| …     |                                             |                   |          |    |    |    |    |    |    |    |                                         |                                                                     |
| 1959  | ІІ (Класс «Б») Зональный этап — 2 зона      | «Арсенал»         | 5 из 15  | 28 | 13 | 8  | 7  | 49 | 37 | 34 | Кубок СССР не разыгрывался              |                                                                     |
| 1960  | ІІ (Класс «Б») Зональный этап — 1 зона УССР | «Арсенал»         | 3 из 17  | 32 | 17 | 9  | 6  | 59 | 29 | 43 | 1/16 финала                             | Высшее достижение в чемпионате СССР, высшее достижение в Кубке СССР |
| 1961  | ІІ (Класс «Б») Зональный этап — 1 зона УССР | «Арсенал»         | 15 из 18 | 34 | 10 | 9  | 15 | 49 | 45 | 29 | Зональный турнир 1 зона УССР 1/2 финала |                                                                     |
| 1961  | Финал за 29—30 места УССР                   | «Арсенал»         | 30 из 37 | 2  | 0  | 0  | 2  | 0  | 4  | 0  | Зональный турнир 1 зона УССР 1/2 финала |                                                                     |
| 1962  | ІІ (Класс «Б») Зональный этап — 1 зона УССР | «Арсенал»         | 7 из 13  | 24 | 5  | 13 | 6  | 18 | 19 | 23 | Зональный турнир Зона УССР 1/8 финала   |                                                                     |
| 1962  | Финал за 18—28 места УССР                   | «Арсенал»         | 22 из 39 | 10 | 4  | 2  | 4  | 16 | 11 | 10 | Зональный турнир Зона УССР 1/8 финала   |                                                                     |
| 1963  | ІІІ (Класс «Б») 1 зона УССР                 | «Арсенал»         | 10 из 20 | 38 | 13 | 10 | 15 | 38 | 39 | 36 | Зональный турнир 3 зона УССР 1/8 финала |                                                                     |
| 1963  | Финал за 19—20 места УССР                   | «Арсенал»         | 20 из 40 | 2  | 1  | 0  | 1  | 4  | 4  | 2  | Зональный турнир 3 зона УССР 1/8 финала |                                                                     |
| 1964  | ІІІ (Класс «Б») 1 зона УССР                 | «Темп»            | 5 из 16  | 30 | 14 | 8  | 8  | 38 | 26 | 36 | Зональный турнир 1 зона УССР 1/8 финала |                                                                     |
| 1964  | Финал за 7—12 места УССР                    | «Темп»            | 10 из 41 | 10 | 3  | 2  | 5  | 13 | 13 | 8  | Зональный турнир 1 зона УССР 1/8 финала |                                                                     |

1. ↑  Учитывались результаты двух матчей зонального этапа.

## Достижения

### СССР
Кубок СССР:
- 1/16 финала: 1959/60 («Динамо» Москва 0:2).

### Украина
Чемпионат Украинской ССР
- Чемпион (2): 1954, 1958.
- Серебряный призёр: 1956.
- Бронзовый призёр (2): 1951, 1957.

Кубок Украинской ССР:
- Победитель (2): 1954, 1955.